# The Jeffersons
The Jeffersons is een Amerikaanse komedieserie die op de Amerikaanse televisie werd uitgezonden van 1975 tot 1985. Het was een spin-off van een andere sitcom: All in the Family.

## Rolverdeling
| Acteur           | Personage              |
| ---------------- | ---------------------- |
| Sherman Hemsley  | George Jefferson       |
| Isabel Sanford   | Louise Jefferson       |
| Marla Gibbs      | Florence Johnston      |
| Paul Benedict    | Harry Bentley          |
| Franklin Cover   | Tom Willis             |
| Roxie Roker      | Helen Willis           |
| Berlinda Tolbert | Jenny Willis-Jefferson |

## Bijrollen
- Barbara Cason - Jean Howard (Afl., A Case of Black and White, 1977)